# Rhu
Rhu är en ort i Storbritannien.   Den ligger i kommunen Argyll and Bute och riksdelen Skottland, i den nordvästra delen av landet, 600 km nordväst om huvudstaden London. Rhu ligger 56 meter över havet och antalet invånare är 1 896.
Terrängen runt Rhu är kuperad norrut, men söderut är den platt. Havet är nära Rhu åt sydost. Runt Rhu är det tätbefolkat, med 849 invånare per kvadratkilometer. Närmaste större samhälle är Greenock, 7,6 km söder om Rhu. 